# Berkeley (Kalifornia)
Berkeley (IPA: [ˈbɜːrkli]) város az Amerikai Egyesült Államokban, Kalifornia állam Alameda megyéjében, a San Francisco-öböl keleti partján. A települést George Berkeley 18. századi ír filozófusról nevezték el. Itt található a híres UC Berkeley, ami a legrégibb egyetem Kalifornia államban, illetve itt állították elő először a radioaktív  berkélium elemet. 2016-ban Jesse Arreguín lett a város polgármestere, az első mexikói származásúként a város történelmében. Lakosainak száma 124 321 fő (2020. április 1.).

## Népesség
| Lakosok száma | 112 580 | 122 324 | 124 321 |
|               | 2010    | 2017    | 2020    |